# Fires on the Plain
Pour les articles homonymes, voir Nobi et Fires.
Pour plus de détails, voir Fiche technique et Distribution.
Fires on the Plain (野火, Nobi) est un film japonais écrit, réalisé et interprété par Shin'ya Tsukamoto, et sorti en 2014.
Le film est présenté en sélection officielle au festival international du film de Venise en 2014.

## Autour du film
Fires on the Plain est la deuxième adaptation du roman Les Feux (野火, Nobi, 1951) de Shōhei Ōoka. C'est le pendant halluciné du classique de Kon Ichikawa, Feux dans la plaine (野火, Nobi, 1959).

## Fiche technique
- Titre : Fires on the Plain[2]
- Titre original : 野火 (Nobi?)
- Réalisation : Shin'ya Tsukamoto
- Scénario : Shin'ya Tsukamoto, d'après le roman Nobi de Shōhei Ōoka
- Photographie : Shin'ya Tsukamoto
- Montage : Shin'ya Tsukamoto
- Musique : Chū Ishikawa
- Production : Shin'ya Tsukamoto
- Sociétés de production : Kaijyu Theater
- Sociétés de distribution :
- Pays d'origine :  Japon
- Langue originale : japonais
- Durée : 87 minutes
- Genre : frame, guerre
- Dates de sortie : 
  - Italie : 2 septembre 2014 (Mostra de Venise 2014)
  - Japon : 25 juillet 2015[3]

## Distribution
- Lily Franky
- Tatsuya Nakamura (en)
- Yūko Nakamura
- Shin'ya Tsukamoto

## Distinctions

### Récompenses
- Prix Mainichi du meilleur réalisateur et prix Mainichi du meilleur acteur pour Shin'ya Tsukamoto[4]

### Sélections
- Festival international du film de Toronto 2014
- Festival international du film de Venise 2014 : sélection officielle[5]